# Lago Lasin
Il lago Lasin (a volte chiamato anche Lazin) è un lago alpino situato a 2.104 metri di altezza nel Parco nazionale del Gran Paradiso, in comune di Ronco Canavese (TO).

## Morfologia
Il lago ha una forma pressoché circolare con una grossa isola nella parte nord-orientale. Si trova al centro di una conca posta alla testata del Vallone Lasin e dominata dal Monte Colombo e dalla Piata di Lazin. L'emissario del lago, il rio Lasin, va a gettarsi nel torrente Forzo (un affluente del Soana) nei pressi del piccolo centro abitato di Lasinetto (1.024 m).

## Escursionismo
Al lago si può accedere in circa 1/2 ore di cammino seguendo un sentiero che, con partenza dalla frazione Lasinetto, si mantiene in sinistra idrografica del rio Lasin. 
La zona è ricca di fauna selvatica, quasi indisturbata data la scarsa frequentazione umana.

## Utilizzi
Il lago è incluso tra gli specchi d'acqua che il  Parco nazionale del Gran Paradiso considera adatti al rifornimento di acqua per gli elicotteri antincendio.